# I liga polska w futsalu (1995/1996)
I liga polska w futsalu 1995/1996 – druga edycja najwyższych w hierarchii rozgrywek klubowych polskiej ligi futsalu. Tytuł Mistrza Polski wywalczyła P.A. Nova Gliwice.
Rozgrywki odbywały się w dwóch grupach, w których rozegrano podwójną ilość meczów. Po fazie grupowej przeprowadzono rundę play-off. W kolejnym sezonie zrezygnowano z podziału na grupy.
W sezonie 1995/1996 za zwycięstwo przyznawane były 2 punkty.

## Tabele
Źródło:

### Grupa A
| Lp. | Drużyna               | M  | Z  | R | P  | Bramki | Bramki | Różn. | Pkt. | Uwagi         |
| --- | --------------------- | -- | -- | - | -- | ------ | ------ | ----- | ---- | ------------- |
| 1   | P.A. Nova Gliwice     | 24 | 16 | 3 | 5  | 112    | 58     | +54   | 35   | Faza Play-off |
| 2   | Energetyk Jaworzno    | 24 | 12 | 6 | 6  | 87     | 61     | +26   | 30   | Faza Play-off |
| 3   | Opał Gniezno (b)      | 24 | 11 | 5 | 8  | 89     | 67     | +22   | 27   |               |
| 4   | ATS MAR-HO Knurów (b) | 24 | 9  | 7 | 8  | 67     | 70     | -3    | 25   |               |
| 5   | Cuprum Polkowice (b)  | 24 | 8  | 5 | 11 | 77     | 100    | -23   | 21   |               |
| 6   | Centrum Bielsko Biała | 24 | 7  | 2 | 15 | 63     | 105    | -42   | 16   | Spadek        |
| 7   | Irex Sosnowiec (b)    | 24 | 5  | 4 | 15 | 59     | 93     | -34   | 14   | Spadek        |

- Halifax Rybnik po I rundzie zmienił nazwę na ATS MAR-HO Knurów

### Grupa B
| Lp. | Drużyna                 | M  | Z  | R | P  | Bramki | Bramki | Różn. | Pkt. | Uwagi         |
| --- | ----------------------- | -- | -- | - | -- | ------ | ------ | ----- | ---- | ------------- |
| 1   | Lipnik Bielsko Biała    | 20 | 10 | 5 | 5  | 65     | 61     | +4    | 25   | Faza Play-off |
| 2   | Cynk-Mal Legnica        | 20 | 8  | 7 | 5  | 60     | 59     | +1    | 23   | Faza Play-off |
| 3   | Jard Gliwice            | 20 | 8  | 5 | 7  | 75     | 63     | +12   | 21   |               |
| 4   | Mistreated Jaworzno (b) | 20 | 8  | 3 | 9  | 64     | 63     | +1    | 19   |               |
| 5   | Rancho-Amica Knurów (b) | 20 | 8  | 2 | 10 | 60     | 63     | -3    | 189  |               |
| 6   | MORiS Chorzów (b)       | 20 | 6  | 2 | 12 | 57     | 72     | -15   | 14   | Spadek        |

## Play off
- Półfinały
  - P.A. Nova Gliwice - Cynk-Mal Legnica 7:5 i 3:2
  - Lipnik Bielsko Biała - Energetyk Jaworzno 9:4 i 4:2 i 3:4
- Mecze o 3. miejsce
  - Cynk-Mal Legnica - Energetyk Jaworzno 7:3 i 12:10
- Finał
  - Lipnik Bielsko Biała - P.A. Nova Gliwice 1:3 i 2:4

### Tabela
| Lp.    | Drużyna              | Uwagi |
| ------ | -------------------- | ----- |
| złoto  | P.A. Nova Gliwice    | złoto |
| srebro | Rekord Bielsko-Biała |       |
| brąz   | Cynk-Mal Legnica     |       |
| 4      | Energetyk Jaworzno   |       |

## Najlepsi strzelcy
| Zawodnik       | Drużyna              | Bramki |
| -------------- | -------------------- | ------ |
| Marek Łukawski | Energetyk Jaworzno   | 33     |
| Adam Piechówka | Lipnik Bielsko-Biała | 27     |
| Robert Zamiar  | Opał Gniezno         | 27     |

## Klasyfikacja medalowa mistrzostw Polski po sezonie
|   | Klub                 | złoto | srebro | brąz |
| - | -------------------- | ----- | ------ | ---- |
| 1 | P.A. Nova Gliwice    | 2     |        |      |
| 2 | Jard Gliwice         |       | 1      |      |
| 2 | Rekord Bielsko-Biała |       | 1      |      |
| 3 | SUW-TOR Łódź         |       |        | 1    |
| 3 | Cynk-Mal Legnica     |       |        | 1    |

## Źródła
- futsalekstraklasa.pl